# NBA 2K14
NBA 2K14 är ett basketspel utvecklat av Visual Concepts och utgivet av 2K Sports. Spelet släpptes den 1 oktober 2013 till Microsoft Windows, Playstation 3 och Xbox 360; och i samband med lanseringen av Playstation 4 och Xbox One släpptes spelet även till de konsolerna. LeBron James som då spelade för Miami Heat pryder spelomslaget.
Den 2 juli 2013 undertecknade 2K Sports och Euroleague ett avtal om att få med Euroleague-lag i spelet. Därmed förekommer för första gången Euroleague-lag i NBA 2K-serien, något som redan förekommit i EA:s serie NBA Live,  där FIBA-landslag förekom i Live 08, Live 09 och Live 10, något som även var planerat i Elite 11 vilket dock aldrig blev av.

## Musik
Den 15 juli 2013 presenterades musiken, utvald av LeBron James. Spelet innehåller mer samtida populärmusik än tidigare spel i serien.

### Spår
- Big K.R.I.T. - Cool 2 Be Southern
- Coldplay - Lost!
- Cris Cab - Paradise (On Earth)
- Daft Punk (feat. Pharrell Williams) - Get Lucky
- Drake - Started from the Bottom
- Eminem - Not Afraid
- Fly Union - Long Run
- Gorillaz - Clint Eastwood
- Imagine Dragons - Radioactive
- Jadakiss (feat. Ayanna Irish) - Can't Stop Me
- Jay-Z - The Ruler's Back
- John Legend (feat. Rick Ross) - Who Do We Think We Are
- Kanye West (feat. Rihanna) - All of the Lights
- Kendrick Lamar (feat. Mary J. Blige) - Now or Never
- Macklemore & Ryan Lewis (feat. Ray Dalton) - Can't Hold Us
- Nas (feat. Puff Daddy) - Hate Me Now
- Phil Collins - In the Air Tonight
- Robin Thicke (feat. Pharrell) - Blurred Lines (ej-rap-versionen)
- The Black Keys - Elevator
- The Black Keys - Howlin' for You
- Sian Cotton - Almost Home (PS4 och Xbox One)

### Fotnoter
1. ↑  ”NBA 2K14 (Kindle Tablet Edition): Appstore for Android”. Amazon.com. http://www.amazon.com/NBA-2K14-Kindle-Tablet-Edition/dp/B00FFHG6KQ/ref=sr_1_9?s=mobile-apps&ie=UTF8&qid=1381048839&sr=1-9&keywords=NBA. Läst 21 maj 2014.
2. ↑  NBA 2K14 coming on Oct. 1; Xbox One, PS4 versions at launch Arkiverad 15 maj 2014 hämtat från the Wayback Machine. (Joystiq)
3. ↑  2K Sports' NBA 2K14 to Include Top Euroleague Basketball Teams for the First Time in the Series (Euroleague)
4. ↑  Makuch, Eddie (26 juli 2013). ”NBA 2K14 soundtrack revealed”. Gamespot. http://www.gamespot.com/news/nba-2k14-soundtrack-revealed-6412121. Läst 21 maj 2014.